# Peel Sessions (álbum de The Smashing Pumpkins)
Peel Sessions é o segundo EP da banda The Smashing Pumpkins, lançado em Junho de 1992. 
Consiste em três faixas gravadas para as Peel Sessions de John Peel. Estas faixas apareceriam mais tarde na compilação Rarities and B-Sides.

## Faixas
1. "Siva" – 4:53
2. "Girl Named Sandoz" – 3:38
3. "Smiley" – 3:31

## Créditos
- Billy Corgan - Vocal, guitarra
- Jimmy Chamberlin - Bateria
- James Iha - Guitarra, vocal
- D'arcy Wretzky - Baixo, vocal